# Alastair Yates
Pour les articles homonymes, voir Yates.
Alastair Yates, né à Burton upon Trent et mort le 26 juillet 2018[réf. nécessaire], est un journaliste et un présentateur de nouvelles britannique de la Société britannique de radiodiffusion (BBC), travaillant sur BBC World et BBC News 24, ce dernier étant l'équivalent de la chaîne française LCI.

## Biographie
Né et élevé à Burton upon Trent, Yates a fait ses études à la Manor House School, Ashby-de-la-Zouch et à l'ancienne Burton Grammar School. Avant d'opter pour le journalisme comme carrière, Yates était DJ de circuit et directeur général de sa propre compagnie de divertissement qui gérait des clubs et des groupes pop.
En 1992, il a participé au lancement de BBC World Service Television et est resté à son poste pour le relancement de BBC WORLD en 1995. En 1997, il a fait partie de l'équipe de lancement de BBC News24 (aujourd'hui BBC News Channel). Il a pris quelques années de BBC TV News en 1998 pour devenir présentateur sur Deutsche Welle en Allemagne. Il est retourné à la BBC en 2001, de nouveau pour apparaître sur BBC World News et sur la BBC News Channel.
Yates a rejoint Sky Television dès son lancement en 1989, devenant ainsi le premier présentateur masculin de Sky News.
Avant Sky News, il travaillait pour ITV : en 1986, il présentait l'émission du soir d'Anglia Television, About Anglia. En 1980, il était à Grampian Television à Aberdeen, en Écosse, en tant que présentateur et reporter pour North Tonight. Il a fait ses débuts à la télévision à Pebble Mill à Birmingham en 1978 en présentant des bulletins d'information pour l'émission d'information régionale Midlands Today de la BBC Midlands. Alors qu'il était à la BBC Midlands, Yates était également un annonceur de continuité régionale. Il est également apparu dans des drames "Play for Today" en tant que lui-même ; et a animé un programme d'inventions appelé Eureka.
Il a commencé sa carrière de journaliste à la radio : il a été animateur d'actualités et de nouvelles aux stations BBC Local Radio à Derby, Leicester et Birmingham.
Il devait revenir à la radio en 2013 lorsqu'il s'est joint à Global Radio pour produire et présenter des nouvelles pour Classic FM et Smooth Radio.
Yates, sous le pseudonyme Al Kay, a obtenu sa pause de radiodiffusion lorsqu'il a commencé une émission pop hebdomadaire le samedi matin sur Radio Derby en 1973. Cette même station lui a offert la chance de passer des émissions musicales à la programmation vocale.
Alastair Yates meurt le 26 juillet 2018 à l'âge de 65 ans,.

### Carrière
- A commencé le journalisme aux stations de radio de Derby, Leicester et Birmingham
- Ses débuts : à BBC Midlands (en) à Birmingham en 1978
- Premier présentateur sur Sky News au Royaume-Uni en 1989
- Présentateur de Nouvelles - Deutsche Welle TV (Allemagne) en 1998
- Sa carrière de reporter sur ITV inclut les stations régionales d'Anglia Television (en) dans l'Est de l'Angleterre et de Grampian en Écosse